# Vizcaya
Vizcaya (oficialmente en euskera: Bizkaia) es un territorio histórico español y una de las tres provincias que forman la comunidad autónoma del País Vasco. Su capital y ciudad más poblada es Bilbao. Está situada en el norte de la península ibérica y limita al norte con el mar Cantábrico, al este con Guipúzcoa, al sur con Álava y con Burgos y al oeste con Cantabria. Vizcaya es una provincia montañosa, con una alta densidad de población y cuenta con un clima oceánico, con precipitaciones abundantes y temperaturas suaves.
Se compone de 113 municipios organizados en siete comarcas. Con una superficie de 2217 km², es la segunda provincia más pequeña de España, pero es la undécima más poblada (1 159 368 habitantes) y la tercera en densidad de población (522.94 hab./km²). La mayoría de la población vive en el área metropolitana de Bilbao, que es la sexta área metropolitana más grande de España. Los idiomas oficiales son el español y el euskera; es autóctono del territorio vizcaíno el dialecto occidental del euskera.
El territorio de Vizcaya tiene su origen en el medieval señorío de Vizcaya, integrado en la Corona de Castilla desde el siglo XIV, del que derivan derechos históricos y un régimen foral que son reconocidos por la Constitución española. Así, la Diputación Foral de Vizcaya, como el resto de las diputaciones forales vascas, cuenta con una autonomía mucho mayor que la del resto de diputaciones provinciales. Como otras provincias españolas, cuenta con un derecho foral propio. Vizcaya fue uno de los primeros focos industriales de España y contó desde finales del siglo XIX con una industria siderometalúrgica muy desarrollada; Altos Hornos de Vizcaya fue la empresa más grande del país durante casi todo el siglo XX. No obstante, la crisis del petróleo de 1973 tuvo consecuencias económicas muy profundas en Vizcaya, y la provincia sufrió un proceso de profunda reconversión industrial.

## Toponimia

### Etimología
El término Vizcaya o Bizkaia tiene una etimología discutida. Para algunos significa cima, y sería un sinónimo de la actual palabra vasca bizkar («loma»). En 1141 en referencia a la cima del monte Igueldo de San Sebastián, aparece inscrito el siguiente topónimo: Iheldo Bizchaya («cima de Igueldo«»). También en Navarra hay una comarca denominada «La Vizcaya», que puede significar «La cima». Se han propuesto también otras etimologías, como bits-kaia («puerto de espuma») o bizi-kaia («puerto vivo»), menos probables, pues hay topónimos similares en lugares alejados del mar, como el citado de Navarra o el de Labets-Biscay.

### Denominaciones

#### Bizkaia
Bizkaia es la denominación en euskera recomendada por la Real Academia de la Lengua Vasca, usada habitualmente en documentos oficiales en este idioma. Es usada en documentos oficiales de la Administración española (es desde 2011 la única denominación oficial), también en documentos en castellano, y es la más empleada por los medios de comunicación en castellano del País Vasco. Es también la denominación utilizada en la versión en euskera de la Constitución española y en la versión en euskera del Estatuto de Autonomía del País Vasco de 1979.
A pesar de que es la única denominación oficial aprobada para el territorio histórico por sus Juntas Generales mediante Norma Foral 12/1986, de 15 de diciembre, de las Juntas Generales de Vizcaya, sobre Signos de Identidad del Territorio Histórico de Bizkaia, como dicha Norma Foral no afectaba a la denominación de la provincia, ya que el Real Decreto legislativo 781/1986, de 18 de abril, por el que se aprobaba el texto refundido de las disposiciones legales vigentes en materia de régimen local, disponía en su artículo 25.2 que «sólo mediante ley aprobada por las Cortes Generales puede modificarse la denominación y capitalidad de las provincias», Vizcaya continuó siendo la única denominación oficial de la provincia según el Real Decreto de 30 de noviembre de 1833, hasta el año 2011.
El día 29 de junio de 2004, el Grupo Parlamentario Partido Nacionalista Vasco (PNV) en el Congreso de los Diputados presentó la proposición de ley núm. 122/000084 en la que proponía establecer como denominación oficial única la de Bizkaia. Esta propuesta fue eliminada por ese mismo Grupo Parlamentario el día 9 de mayo de 2006 por falta de apoyos.
En 2011, el acuerdo presupuestario alcanzado por el PSOE y el PNV en el Congreso de los Diputados, incluyó el cambio de denominación actual, mediante el cual, la única denominación oficial del territorio vizcaíno sería la de Bizkaia.

#### Vizcaya
Vizcaya es la denominación en castellano, recomendada por la Real Academia Española. Puede ser usada en documentos no oficiales y, en general, en el ámbito escrito hispanohablante. Es también la denominación que fue utilizada en la versión en castellano de la Constitución española de 1978 y en la versión en castellano del Estatuto de Autonomía del País Vasco de 1979.

## Historia

### Prehistoria y Antigüedad
Hay constancia de poblamiento en el Paleolítico en varios lugares de Vizcaya, como en las cuevas de Bolinkoba (Abadiano), Arenaza (Galdames), Atxeta (Forua), Santimamiñe (Cortézubi) y Lumentxa (Lequeitio).
La presencia de varios castros de la Edad de los Metales, como los de Arrola, Malmasín o Bolumburu, hacen pensar en una ocupación del territorio por indoeuropeos. La arqueología actual opina: 

«En lo cultural y en lo arquitectónico, la situación cultural es paralela a la conocida en cualquiera de las regiones geográficas periféricas del País Vasco, con las mismas diferencias y peculiaridades internas que pueda hallarse en ellas».

### Paleolítico

#### Paleolítico Medio
Los primeros vestigios humanos en Vizcaya (Neandertales) se produjeron en esta época. Se han encontrado herramientas Musterienses en Benta Laperra, Kurtzia y Mura.

### Paleolítico Superior
En Santimamiñe se puede encontrar la cultura Chatelperroniense. Esto se puede atribuir tanto al Homo sapiens como a los Neandertales.
Los yacimientos más importantes directamente relacionados con el Homo sapiens son los siguientes:
Auriñaciense: Benta Laperra, Kurtzia y Lumentxa.
Gravetiense: Santimamiñe, Bolinkoba y Atxurra.
Solutrense: Santimamiñe y Bolinkoba.
Magdaleniense: Santimamiñe y Lumentxa.
También ha aparecido arte del Paleolítico. En Benta Laperra se muestran bisontes y osos. En Arenatza y Santimamiñe también hay varias representaciones de animales: en el primero aparecen figuras humanas, principalmente mujeres, y en el segundo, bisontes, caballos, cabras..

### Mesolítico
Es la época de la cultura Aziliense, donde la caza seguía siendo importante, pero sobre todo la pesca y la recolección de frutos. Santimamiñe es nuevamente el yacimiento más importante de este periodo. Arenatza y Atxeta también son relevantes. También se han encontrado restos en Silibranka, Bolinkoba, Lumentxa, Urtiaga y Santa Catalina.

### Neolítico
Los primeros vestigios del Neolítico aparecieron por la zona en el 4.º milenio a. C., pero los cambios aún necesitaron otro milenio para consolidarse. En el 3.º milenio a. C. aparecieron la ganadería y la agricultura. Sin embargo, en Vizcaya no hubo grandes cambios, y los primeros restos de ganadería (ovejas y cabras) se encuentran en Kobeaga, Santimamiñe y Arenaza.
Al mismo tiempo, se construyeron monumentos megalíticos, principalmente dólmenes.

### Calcolítico y Edad del Bronce
En este periodo, la población comenzó a vivir fuera de las cuevas en Vizcaya, aunque estas seguían siendo utilizadas. La caza se volvió cada vez menos frecuente debido al auge de la ganadería. Comenzaron a utilizarse herramientas de metal, aunque todavía se seguían usando las de piedra.
Apareció la cerámica, sin decoración, hasta la llegada de la cultura del vaso campaniforme.
La población se extendió por toda Vizcaya, formando asentamientos en espacios abiertos, aunque continuaron usando las cuevas.

### Edad del Hierro
Existen pocos yacimientos de esta época. Las cuevas fueron abandonadas y es difícil encontrar restos. Sin embargo, aún hay hallazgos en Santimamiñe, Arenaza y Lumentxa.

#### La economía de los pueblos prerromanos de Vizcaya
En la Edad del Hierro (500 a. C.), se introdujeron importantes avances como el uso del hierro, que desplazó al bronce (ahora empleado principalmente para hacer adornos), la aparición de la rueda maciza para carros de bueyes y el uso del torno para la alfarería.
Estos progresos no se debieron a la invasión de nuevos pueblos, como lo demuestran los estudios de ADN, sino al comercio, una actividad muy extendida entre los pueblos prerromanos de Vizcaya. A través de los intercambios comerciales, se adoptaron las innovaciones tecnológicas de otros pueblos, de manera similar a como ocurre en la actualidad.
En Vizcaya, se han encontrado diversos objetos que muestran la importancia del comercio en la región, como molinos en forma de barco, balanzas para intercambios comerciales, y joyas de vidrio o cerámica para almacenar cereales. En yacimientos como Intxurre (Guipúzcoa), se ha hallado una pulsera que sólo se fabricaba en Centroeuropa, lo que sugiere la existencia de un comercio transfronterizo importante. Asimismo, en Basagain se encontró un brazalete fabricado en Marsella, lo que refuerza la idea de un activo comercio exterior a partir de la segunda Edad del Hierro.
En cuanto a la economía y la explotación del territorio, los pueblos prerromanos de Vizcaya ocupaban zonas caracterizadas por una gran diversidad de climas y orografía. Estas tierras combinaban acceso al mar, áreas boscosas y grandes llanuras adecuadas para el cultivo de cereales y otras plantas. En el sur de Vizcaya, estas llanuras eran también zonas de pastoreo estacional, donde en verano se concentraban grandes manadas de herbívoros, como en la zona de Treviño. Así, se desarrollaba un comercio interno entre los diferentes clanes o asentamientos fortificados.
Además, la combinación de una economía pastoril en la costa y una economía agrícola en las zonas del sur hacía viable la economía de Vizcaya. No debe olvidarse que estos pueblos prerromanos ocupaban áreas de paso estratégico para el comercio entre la península ibérica y el resto de Europa.
Los romanos, como Estrabón en su obra Geographica (63 a. C.-20 d. C.), describen embarcaciones primitivas de los habitantes de la región, las cuales solo eran aptas para navegar por ríos o en la costa, contribuyendo así a la dieta alimenticia de la población. Según Estrabón: “Hasta la expedición de Bruto usaron barcas de cuero”. Esto sugiere que las estructuras económicas y políticas de los pueblos prerromanos de Vizcaya eran autosuficientes y completas, aunque mantenían relaciones comerciales con otras regiones.
Estos descubrimientos contradicen las teorías que sostenían que los pueblos prerromanos de Vizcaya, a la llegada de los romanos, no practicaban una agricultura intensiva y eran simplemente pastores trashumantes. De hecho, tanto la agricultura como el comercio estaban presentes incluso en las áreas menos favorables para ello.
Los estudios arqueobotánicos, como los realizados por María José Iriarte Chiapusso de la Sociedad de Ciencias Aranzadi, han demostrado que el polen de castaño ha sido identificado en varios yacimientos arqueológicos de Vizcaya desde el periodo musteriense hasta el Holoceno, incluyendo distintos momentos del Paleolítico Superior. Esto sugiere que el castaño existía en la región antes de la romanización. En algunos casos, la domesticación de esta especie pudo haber sido impulsada por las poblaciones indígenas, mientras que en otros, los romanos o sus predecesores introdujeron especies domesticadas o las técnicas para su domesticación.
Los testimonios arqueológicos (arqueobotánicos y arqueozoológicos) acumulados en las comarcas cantábricas, desde el Neolítico, permiten desmentir la idea de que los pueblos prerromanos de Vizcaya, como los caristios y los autrigones, no tuvieran una economía agrícola consolidada. La economía de producción estaba plenamente asentada en Vizcaya durante la Edad del Hierro, con prácticas agrícolas y ganaderas generalizadas en toda la región. La fauna doméstica es predominante en los depósitos arqueológicos cantábricos desde el Calcolítico y la Edad del Bronce.
Además, los estudios polínicos en yacimientos de la Edad del Bronce y del Hierro en la zona cantábrica documentan la práctica del cultivo de cereales, así como una importante deforestación que redujo la cobertura boscosa en una región que, por sus condiciones naturales, sería ideal para la expansión forestal. En algunos asentamientos de Vizcaya, como en Intxurre, se han encontrado evidencias de leguminosas cultivadas, como guisantes, lo que refuerza la idea de una agricultura bien desarrollada en la región desde épocas tempranas.

### Romanización
En la distribución de tribus prerromanas de Ptolomeo, engloba parte norte de las antiguas Caristia y Autrigonia prerromanas. En las de Estrabón, Pomponio Mela y Plinio el Viejo, corresponde a la parte occidental del territorio de los várdulos. Existe consenso entre los historiadores sobre la filiación céltica de estas tres tribus[cita requerida], según atestiguan la antroponimia, toponimia y los yacimientos y enterramientos hallados. Los geógrafos clásicos los conocían como cántabros orientales y Estrabón, en su "Geografía", fue quien los describíó con más detalle. Historiadores como Claudio Sánchez Albornoz, Julio Caro Baroja, Koldo Mitxelena o la escuela alemana de etnohistoria han estudiado el proceso conocido como vasconización tardía, por el que los vascones se expanden desde la Vasconia, actual Navarra, hacia el oeste en el siglo VI, tras la caída del Imperio romano de Occidente. Vizcaya pasa a formar parte de lo que en la Alta Edad Media se denominó como Nueva Vasconia tras este episodio histórico.

#### Autrigones
Los autrigones, que en Vizcaya ocuparían las Encartaciones, no fueron mencionados por Estrabón. Otros historiadores romanos como Pomponio Mela y Plinio el Viejo los sitúan en el interior, en la zona norte de la actual provincia de Burgos (Briviesca). Plinio el Viejo alrededor del año 77 citaba «entre las diez ciudades de los autrigones Tricio (Tritium Autrigonum) y Virovesca (Briviesca) como capital del los autrigones».
Ptolomeo los sitúa lindando con cántabros al oeste y turmogos al sur, y con caristios y berones al este, y, según esta distribución, se extenderían entre el río Asón y el río Nervión. Su ciudad principal era Virovesca (Briviesca), una de las cecas de las monedas del jinete ibérico. Otras ciudades importantes fueron Tricio, en la Rioja; Deóbriga (Miranda de Ebro) y en la costa Flaviobriga (Castro-Urdiales) (aunque Plinio asigna esta ciudad a los várdulos) la última colonia fundada por los romanos en Hispania. Otros asentamientos fueron Osma de Valdegovia, Poza de la Sal y es posible que en la desembocadura del río Nerua (Nervión) tuvieron un puerto ya que se encontraron monedas romanas en la barra de Portugalete y en Bilbao. Floro y Orosio cuentan que eran frecuentemente atacados por los cántabros, por lo que posiblemente colaborasen con Augusto en las guerras cántabras y como premio obtuviesen el dominio de nuevos territorios en la cornisa cantábrica llegando casi hasta el río Deva.
Se discute si estaban emparentados a cántabros, celtíberos o vascones. Lo primero es dudoso ya que fue el ataque de cántabros contra autrigones y turmódigos lo que inició la guerra romano-cántabra. El hecho de que algunas de sus ciudades tengan la terminación briga parece indicar un origen céltico.

#### Caristios
Los caristios ocupaban el resto de Vizcaya, según Ptolomeo. No son mencionados por Estrabón, ni por Pomponio Mela, pero sí por Plinio el Viejo, que les llama Carietes y les sitúa en el interior, en la zona sur del actual País Vasco.
Ptolomeo los sitúa entre el río Deva, en la provincia de Guipúzcoa y lo que actualmente es Bilbao, llegando por el sur hasta el Ebro. Su territorio limitaba con los de los várdulos y el de los autrigones. Sus ciudades eran Tullica (quizás Tuyo a la orilla del Zadorra), Suessatio (que podría ser la actual Zuazo) y Veleia (que podría ser la actual Iruña-Veleia), las dos últimas se encontraban en la calzada romana de Burdeos a Astorga.
También en este caso se discute si estaban emparentados a cántabros, celtíberos o vascones.

#### Restos romanos

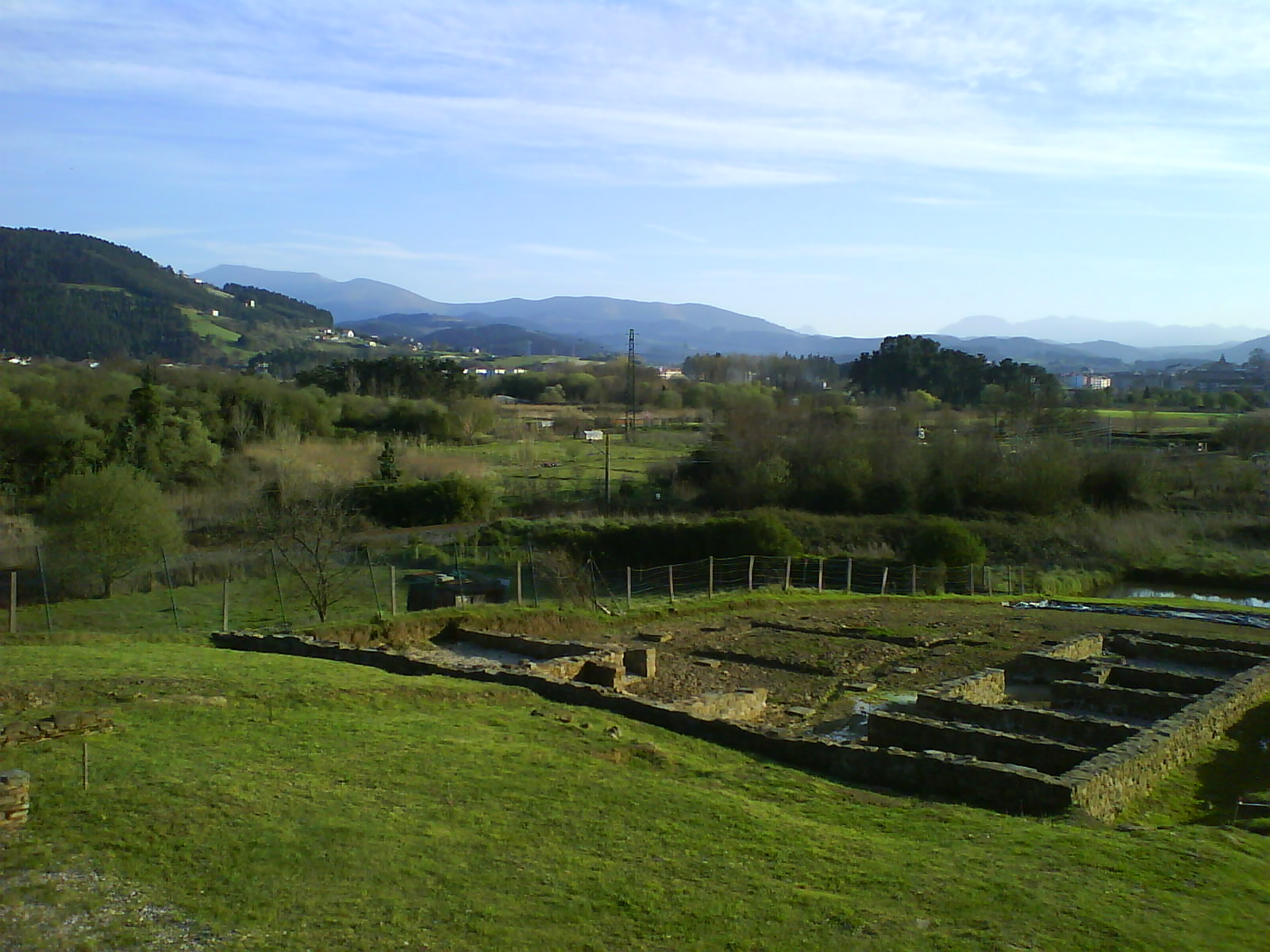
Poblado romano de Forua

Se han encontrado numerosos restos de la romanización de Vizcaya, como los restos de los asentamientos costeros de Lequeitio, Portuondo o Bermeo, siendo quizás el más importante el puerto fluvial de Forua y los restos de su poblado romano.

### Edad Media
Desde la caída del Imperio romano hasta las proximidades del año 1000, hay muy pocas noticias históricas de Vizcaya. Probablemente sufrió las devastaciones de los hérulos, ya que el cronista Hidacio, relata que 400 hérulos en siete naves atacaron la costa cántabra y de Vardulia en el año 456.

Ad sedes propias redeuntes, Cantabriarum et Vardaliarum loca maritima crudelissime deproedatio sunt.
Fontes Hispaniae Antiquae, IX, p. 74

Las últimas investigaciones arqueológicas parecen indicar una expansión francoaquitana en Vizcaya a partir del siglo VI, lo que se contradice con las propuestas historiográficas que se basan en una continuidad de la cultura desde la protohistoria hasta los inicios de la Edad Media:

En definitiva, se observa que entre la tardoantigüedad y el mundo precedente existe una ruptura de los patrones de asentamientos. Ruptura que no es sino el reflejo de los cambios profundos que experimentó la estructura social, derivados de la recesión demográfica que afectó a toda Europa, pero también de los acontecimientos políticos relacionados con la expansión franca que, a partir del siglo VI, debió afectar al País Vasco, según se desprende de las características del registro arqueológico.

La relación con los francos merovingios se explicaría a través del Ducado de Vasconia.
Ni las invasiones de los visigodos ni las de los musulmanes parecen haber llegado a Vizcaya, aunque probablemente sus costas fueron desoladas por los vikingos, especulándose con la posibilidad de un asentamiento vikingo en las cercanías de Mundaca, que podría ser el origen de la leyenda de Jaun Zuria.
Tras la invasión musulmana, se cree que Vizcaya quedó bajo la órbita del reino de Asturias, con algunos enfrentamientos cuyo reflejo sería la también mítica batalla de Padura. En la crónica de Alfonso III de Asturias, escrita en el siglo IX, y refiriéndose al reinado de Alfonso I, es donde se hace por primera vez referencia a Vizcaya: «Alava, Vizcaya, Alaon y Orduña siempre habían sido poseídas por sus habitantes», por lo que no hubo necesidad de repoblarla; en cambio sí «pobló» Sopuerta y Carranza (es decir colocó bajo su control el oeste, las Encartaciones).

#### El nacimiento del señorío
Tras la anexión del condado de Castilla por Sancho III de Navarra (1029), Vizcaya queda bajo la influencia del reino de Pamplona; hasta 1040, cuando Íñigo López Ezquerra, conde de Vizcaya que gobernaba la Vizcaya nuclear (sin las Encartaciones ni el Duranguesado), en los enfrentamientos entre Castilla y Navarra, se alía al rey de Castilla, aprovechando para hacerse señor hereditario de Vizcaya.

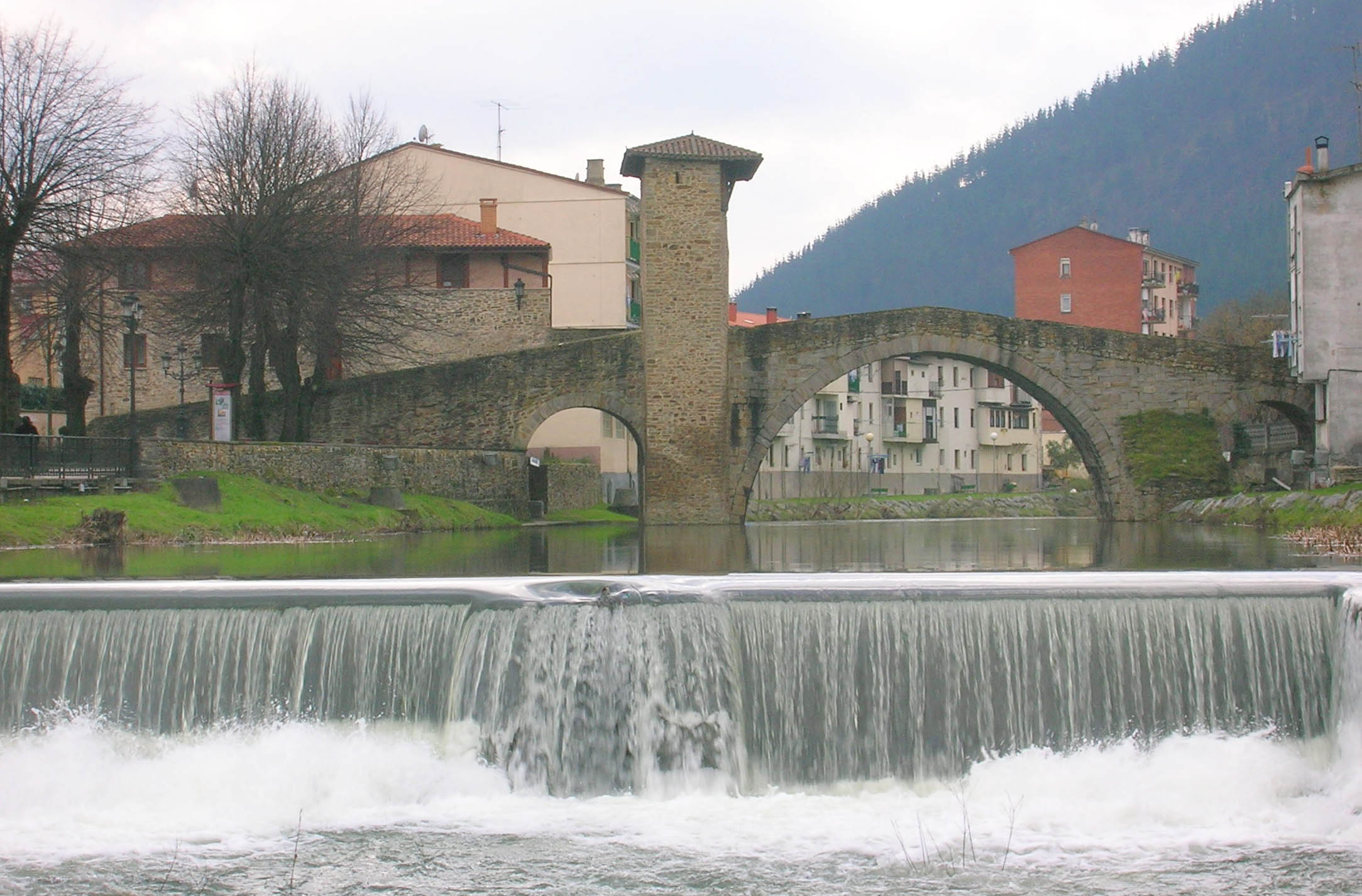
Puente de la Muza, en Valmaseda, construido en el

En 1135 la Vizcaya nuclear vuelve a estar bajo órbita navarra, pasando definitivamente a la de Castilla en 1180. Las Encartaciones siguen en el Reino de Castilla y el Duranguesado sigue en el de Navarra, hasta 1200, en que pasa a depender de Castilla. A fines del siglo XIII y en el siglo XIV la sucesión en el señorío se altera por diferencias dinásticas y por la intervención en los asuntos del reino de Castilla, donde los señores de la casa de Haro tenían feudos y emparentaban con casas nobiliarias como los Lara o la casa real.
El señorío de Vizcaya, por herencia materna, en 1370 recae en el Infante don Juan de Castilla, que hereda de su padre el reino de Castilla, como Juan I, permaneciendo desde entonces ligado a la corona, primero a la de Castilla y luego, desde Carlos I, a la de España, siempre con la condición de que el señor de turno jurase defender y mantener los fueros del señorío (leyes propias vizcaínas) que en su texto afirmaban que los vizcaínos, al menos en teoría, podían desobedecer al Señor que así no lo hiciera.

#### Las guerras de banderizos
La crisis bajomedieval afectó a Vizcaya produciéndose una disminución de la producción agrícola, hambrunas, etc. A esta crisis se sumó la epidemia de la peste negra de 1348. Muchos campesinos murieron, y otros se refugiaron en las villas, lo cual afectó a las rentas de las casas principales.
Los intentos de mantener su prestigio y la búsqueda de ingresos llevó a los jefes de linaje a luchas de poder que dieron lugar a dos bandos: oñacinos y gamboínos, liderados los oñacinos por el Señor de la Casa de Mújica, y los gamboínos por la Casa de Urquizu de Abendaño. Así comenzaron las guerras de banderizos que asolaron Vizcaya desde la Baja Edad Media hasta principios de la Edad Moderna. Los demás linajes de Vizcaya se adscribían a uno u otro bando en función de sus intereses, siendo normal el cambio de bando. Los señores no dudaban en robar en la villas consideradas enemigas, en saquear y extorsionar a sus campesinos, ni en asaltar los convoyes de los mercaderes de Burgos que se dirigían a los puertos para exportar sus géneros.
Las Encartaciones, en 1394, adoptan el Fuero de Avellaneda, para luchar contra la conflictividad social generada por la violencia de los banderizos. Los labradores de la Tierra Llana y las Villas acudieron al rey Enrique III de Castilla, Señor de Vizcaya, para pedirle autorización para formar una Hermandad para protegerse de las tropelías de los jaunchos. El rey, en 1393, comisiona al corregidor Gonzalo Moro, para redactar unas nuevas Ordenanzas de Hermandad, lo que se hace en Junta General, pero estas ordenanzas no llegan a aplicarse por la oposición de algunos señores del bando oñacino.
A mediados del siglo XV, las peleas entre señores banderizos se transforman en una lucha de poder entre estos, que dominan la Tierra Llana, por una parte, y las villas y la ciudad por otra. En 1479, en la Junta de Villas reunida en Durango, acuerda formar una nueva hermandad para las Villas. Y en 1480 se acuerda que, para pacificar Vizcaya, se formará una comisión con apoderados de las villas de Bilbao, Bermeo, Lequeitio y Durango y miembros de los linajes de Butrón, Múgica, Abendaño y Arteaga para dirimir las querellas y dar fin a las peleas.
Las guerras de banderizos acaban a finales del siglo XV cuando el conde de Haro y duque de Frías,un Velasco, quiso aprovechar la oportunidad e invadió Vizcaya para apoderarse de ella con la aquiescencia del rey castellano, su enemigo el conde de Treviño consiguió unir a oñacinos y gamboínos que se enfrentaron al Velasco en la batalla de Munguía consiguiendo librarse tanto de las apetencias de los grandes aristócratas como de las peleas de los jauntxos locales. La puesta de las Villas bajo control administrativo de la Corona, la pujanza de las Hermandades de las villas y el reconocimiento de la hidalguía universal a todos los vizcaínos fueron elementos importantes en la pérdida de poder de los señores. Por otro lado, los valores de los señores banderizos (nobleza, honor, honra) pasaron a ser considerados propios de la sociedad vizcaína, y, añadidos a otras costumbres importadas, como el mayorazgo castellano tamizado con los usos y costumbres vizcaínos, reforzaron la idea de una identidad propia vizcaína.

#### Los fueros medievales
La Vizcaya medieval estaba dividida en tres partes con gobierno y jurisdicción propios:
- La Tierra Llana, entendiendo llana en el sentido de sin murallas, esto es, los campos y caseríos en el núcleo de Vizcaya, con el fuero vizcaíno e infanzón, organizadas en merindades y anteiglesias y que celebraba sus juntas en Guernica.
- Las Encartaciones, con su propia jurisdicción (fuero de las Encartaciones) y gobierno y que celebraban sus Juntas en Avellaneda.
- La Merindad de Durango, con el fuero de Durango, que celebraba juntas en la Campa Foral de Guerendiaga frente a la ermita de San Salvador y San Clemente de Abadiano.

Al ir siendo dotadas las villas y la ciudad de cartas pueblas y fueros particulares durante los siglos XII y XIII, estas dejaban de depender de los fueros de Vizcaya, Encartaciones o Durango, y pasaban a celebrar sus Juntas separadamente. Las villas y el año de concesión de fueros eran: Valmaseda (1199), Bermeo (1236), Lanestosa (1287), Plencia (1299), Bilbao (1301), Ochandiano (1304), Portugalete (1322), Lequeitio (1325), Ondárroa (1327), Areatza (1338), Marquina (1355), Elorrio (1356), Guernica (1366), Durango (1372), Ermua (1372), Miravalles (1375), Munguía (1376), Larrabezua (1376) y Rigoitia (1376); la ciudad es Orduña (1228).
Las villas y la ciudad, las encartaciones y la merindad de Durango solo acudían a las Juntas Generales de Guernica enviando representantes cuando se iban a tratar temas comunes que les afectasen.

#### El nacimiento de la marina
...la pequeñez o estrechez del país, su riqueza en mineral de hierro, su antigua abundancia de bosques y su situación geográfica han hecho que, desde un momento preciso de la Edad Media hasta la Edad Contemporánea, los vascos se hayan distinguido no sólo como pescadores de altura y como ferrones, sino también como marinos, constructores de barcos de madera e industriales en general. Mar, bosque y hierro condicionaron de un modo decisivo la vida vasca.
Caro Baroja

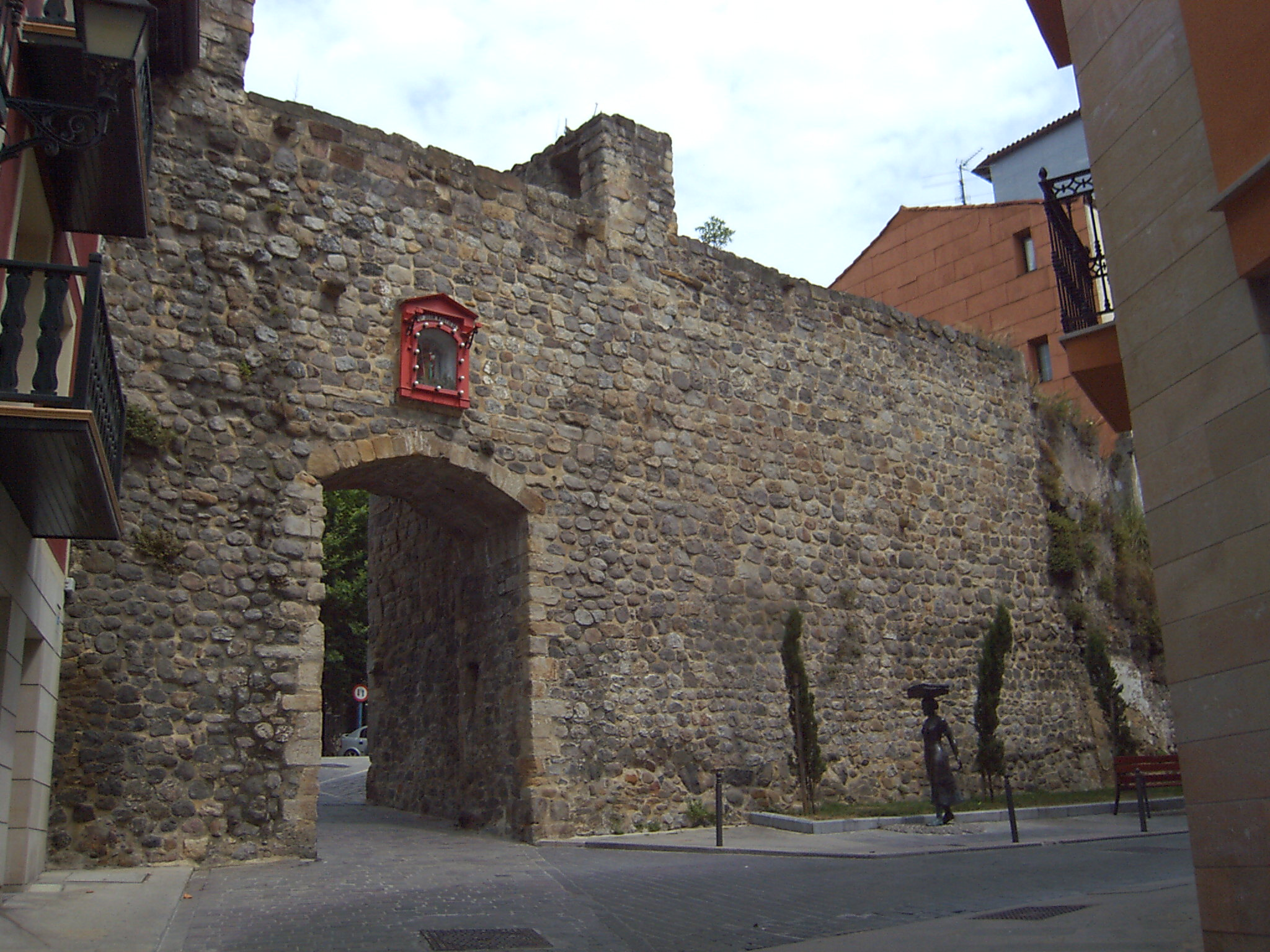
La Puerta de San Juan, resto de la muralla medieval en Bermeo

En 1068 Sancho II de Castilla concedió a la sede episcopal de Oca permiso para pescar en varios puertos cántabros. Se cree que, entre finales del siglo IX y principios del X la población, que había abandonado la franja costera vizcaína por temor a los ataques vikingos, vuelve a ocuparla y van apareciendo las localidades y asentamientos que conocemos en la actualidad. Pero no hay referencias escritas hasta 1082, en la donación de la ermita de San Miguel en Bermeo: «et illa ecclesia S. Micaelis arcangeli in portu de Vermelio, in ora maris, cum suos morturos ad illa pertinente». Esta repoblación es lenta. Los puertos pesqueros y comerciales se irán desarrollando a partir de los siglos XII y XIII.
Bermeo recibe su fuero en 1236, convirtiéndose en Cabeza de Vizcaya, y en 1296 pasa a formar parte de la Hermandad de las Villas de la Marina de Castilla con Vitoria.
Refiriéndose a Bermeo, un documento de 1269 menciona «cinco cabañas» a orillas del mar, lo que parece indicar que la actividad pesquera todavía era estacional. Pero también describe instalaciones más importantes, y dice que hay dos puertos, mayor y menor, y que el menor se puede cerrar con una cadena. También menciona otros dos fondeaderos llamados Arcaeta y Portuondo, que probablemente estarían en la ría de Mundaca. Bermeo y otras villas costeras irán convirtiéndose en importantes centros pesqueros y comerciales hasta el desastre de la peste negra del verano y otoño de 1348.
En esos puertos, la actividad pesquera fue adquiriendo cada vez más importancia, especialmente la caza de la ballena. Y el hecho de ser los puertos naturales para la exportación de hierro vizcaíno y lana castellana hacia Inglaterra, Francia, Flandes y los países bálticos los convirtió también en puertos comerciales.
En el siglo XIII hay constancia de fábricas en la ría de Bilbao y en los puertos mayores. Ya en el siglo XIV se plantean pleitos entre Ondárroa y Lequeitio y entre Lequeitio y Marquina por el aprovechamiento de los bosques, cuyos árboles son necesarios para la construcción naval. Aunque no se puedan considerar astilleros, se construyen barcos en Ondárroa en Icaran, en Lequeitio junto a la orilla del río Lea. En Bermeo en 1357 el convento de San Francisco se encuentra cerca «del arrabal donde se labran las nabes», o sea en la zona que se denomina Ribera y en Bilbao se construyen barcos en las orillas de la ría. En el siglo XV se van consolidando los astilleros, y su funcionamiento pasa a ser regulado al tiempo que aparecen las industrias auxiliares como ferrerías o cordelerías que se instalan en sus proximidades. En Lequeitio el astillero está en la parte sur de la Plaza del Astillero, en Bermeo en la Ribera, en Plencia en el camposanto, Ondárroa y Berriatúa comparten astillero y se carenaban barcos en Amallo, Rentería y Asánsolo. Pero el mayor auge de los astilleros es en Bilbao, donde desde el actual Puente de San Antón hasta Portugalete hay multitud de gradas, fábricas y playas, pasando a ser a partir del siglo XV el centro de la construcción naval de Vizcaya. Al ser punto de paso obligado entre Orduña y Bermeo, Bilbao le va quitando protagonismo a Bermeo para convertirse en el puerto y la villa más importante de Vizcaya. En el siglo XV, los astilleros de Bilbao y el comercio lanero con Francia y Flandes eran muy importantes. Y en el siglo XVI, Portugalete rivalizaba con el puerto de Bilbao.

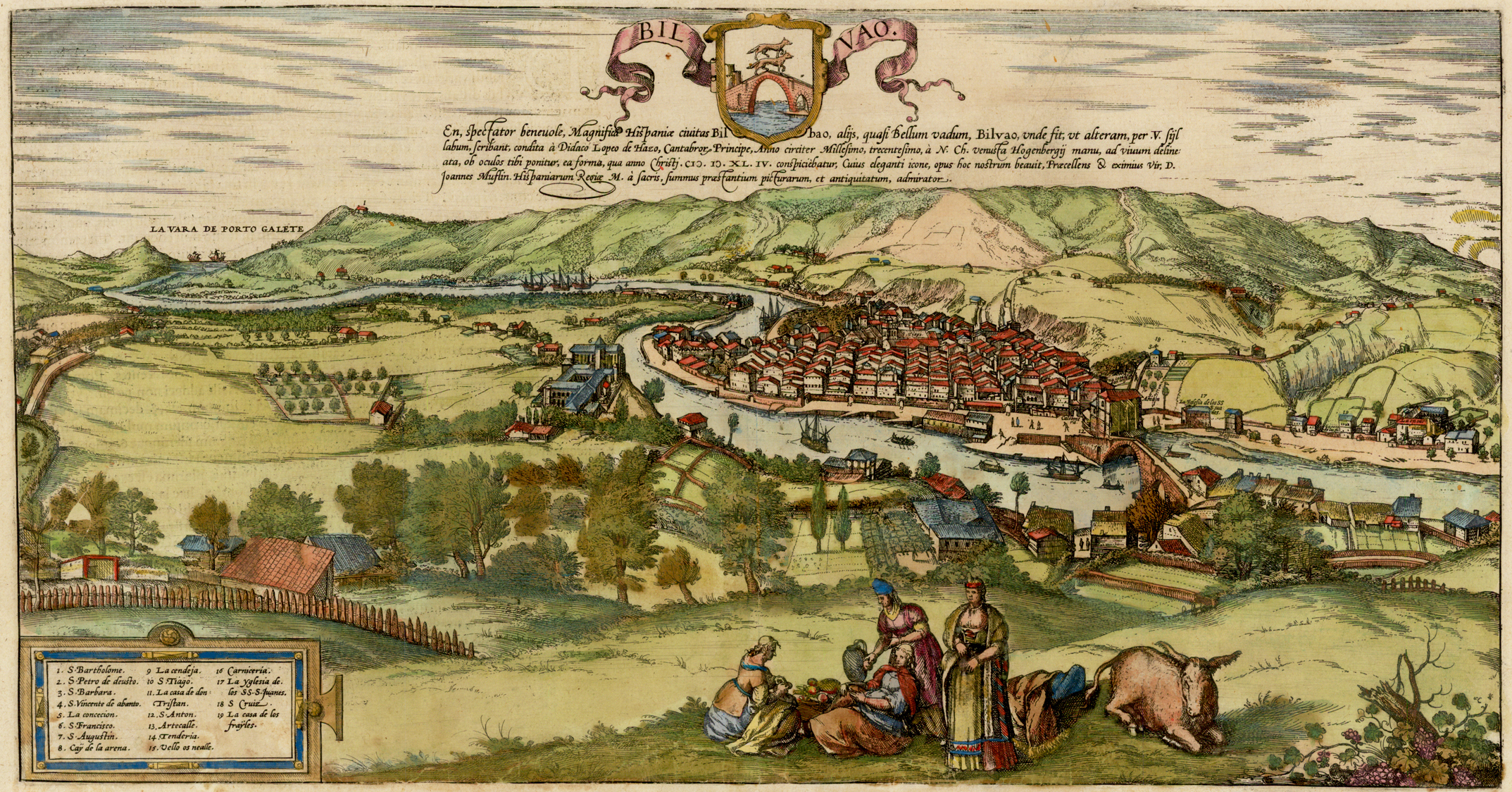
Bilbao en 1575

### Edad Moderna
Durante la guerra de las Comunidades de Castilla Vizcaya se mantuvo en completa calma. El 30 de julio de 1520 una de sus ciudades, Bilbao, le envió una carta a Carlos I asegurándole la fidelidad de toda la provincia. Siglos después, sí hubo algunas revueltas en Vizcaya, por ejemplo: Rebelión de la sal (siglo XVII), Matxinada (siglo XVIII).

### Edad Contemporánea

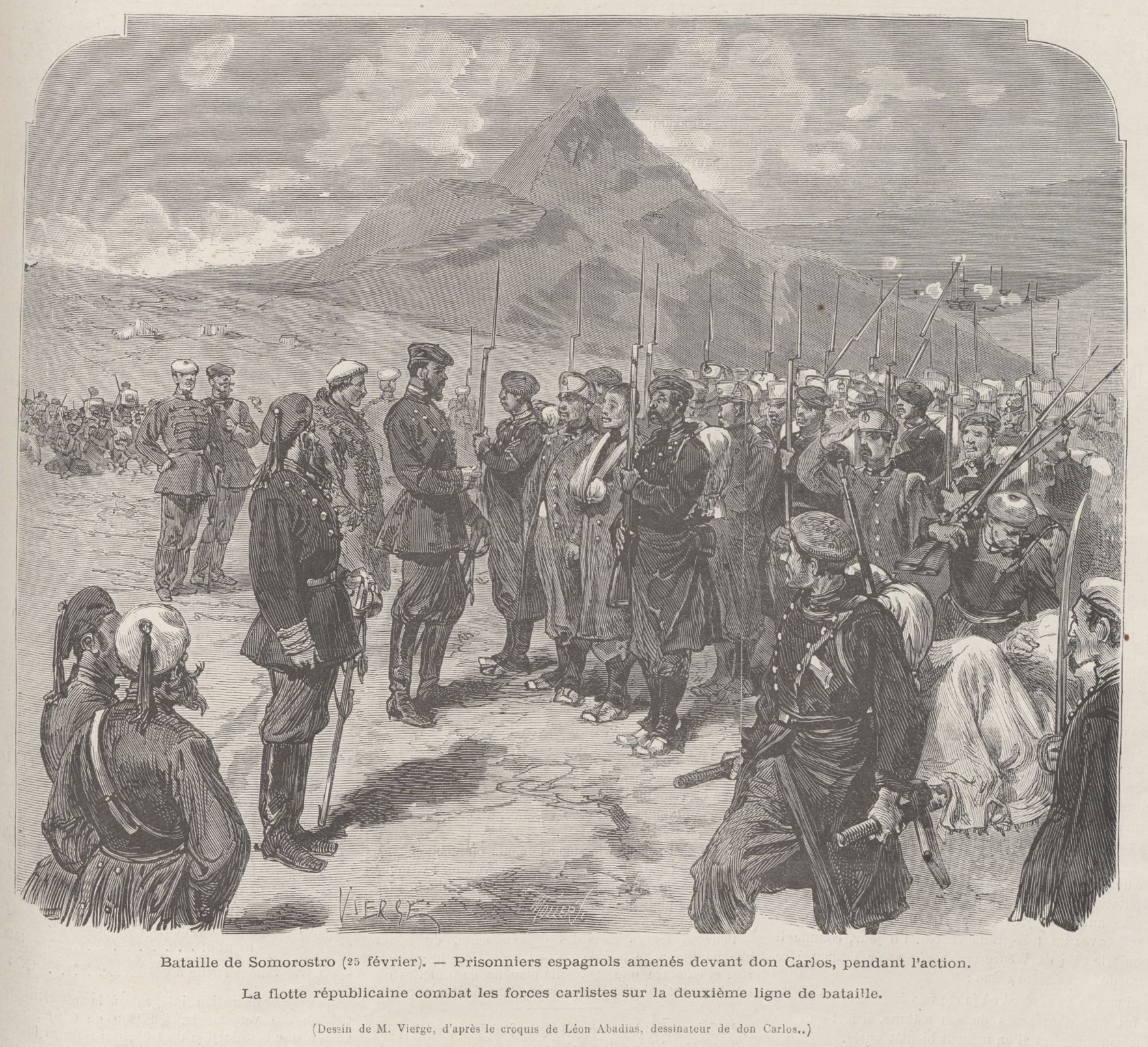
Batalla de Somorrostro (1874), durante la tercera guerra carlista

La guerra de la Convención con la monarquía española supuso la invasión francesa de Vizcaya en 1794 y su retirada con la Paz de Basilea en 1795. Poco más tarde (1808) la guerra de Independencia española llevó a nuevos enfrentamientos. La población se decantó en su abrumadora mayoría por Fernando VII y durante toda la guerra, la provincia fue escenario de violentos combates. En 1808 en el lapso de tres meses (6 de agosto-2 de noviembre) Bilbao cambió de manos seis veces y sufrió una revolución, una gran batalla y dos saqueos a fondo. En 1812 se repitió la situación, por la ofensiva del Séptimo Ejército español, que ocupó y perdió Bilbao varias veces. Al mismo tiempo, las guerrillas de la provincia llegaron a sumar varios miles de combatientes que hostigaban sin cesar a los invasores.
La sucesión del rey Fernando VII inició las guerras carlistas; en Vizcaya hubo dos, entre 1833-1840 y entre 1872-1876. La mayor parte de Vizcaya apoyó al carlismo pero Bilbao apoyó al gobierno liberal y fue asediada por los carlistas que no consiguieron tomarla (véase: sitios de Bilbao de 1835, 1836 y 1874).

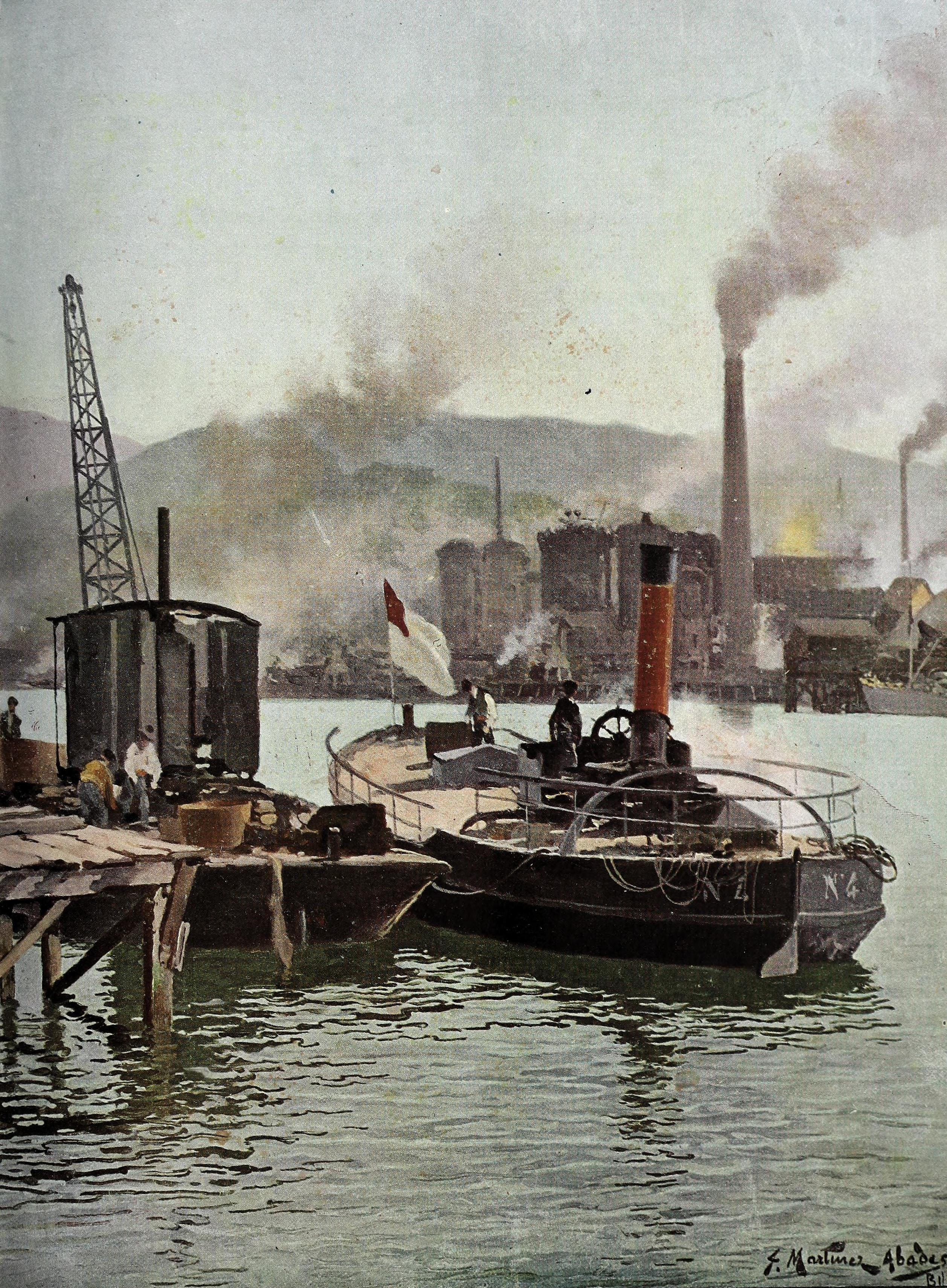
«Bilbao. El desierto». Ilustración de Martínez Abades (Blanco y Negro, 1908)

El final de la última guerra supuso para Vizcaya la pérdida de la mayor parte de la autonomía (la «abolición foral» de 1876), aunque la provincia fue compensada con el «Concierto económico», un régimen fiscal y administrativo propio similar al que Navarra gozaba desde 1841. Fue también el inicio de la explotación ilimitada de las minas de hierro (que el régimen foral limitaba como un tesoro); así Vizcaya se transformó en un país industrial con consecuencias importantes: Agotamiento de las minas al cabo de un siglo (una gran parte del mineral va a Inglaterra, de donde viene carbón); Inmigración masiva de obreros venidos de otras regiones de España que viven en condiciones miserables sobre todo en la margen izquierda de la ría (conflictos entre obreros y patrones y formación de dos comunidades: nativa = vasca, e inmigrada = «maketos»); Formación de grandes fortunas (Ybarra, Chávarri, Lezama-Leguizamón,..)(además de los capitales ingleses, franceses o belgas) que inviertan una gran parte fuera de Vizcaya (que se transforma en un centro capitalista de España: Banco Bilbao y Banco Vizcaya hoy unidos en el BBVA).

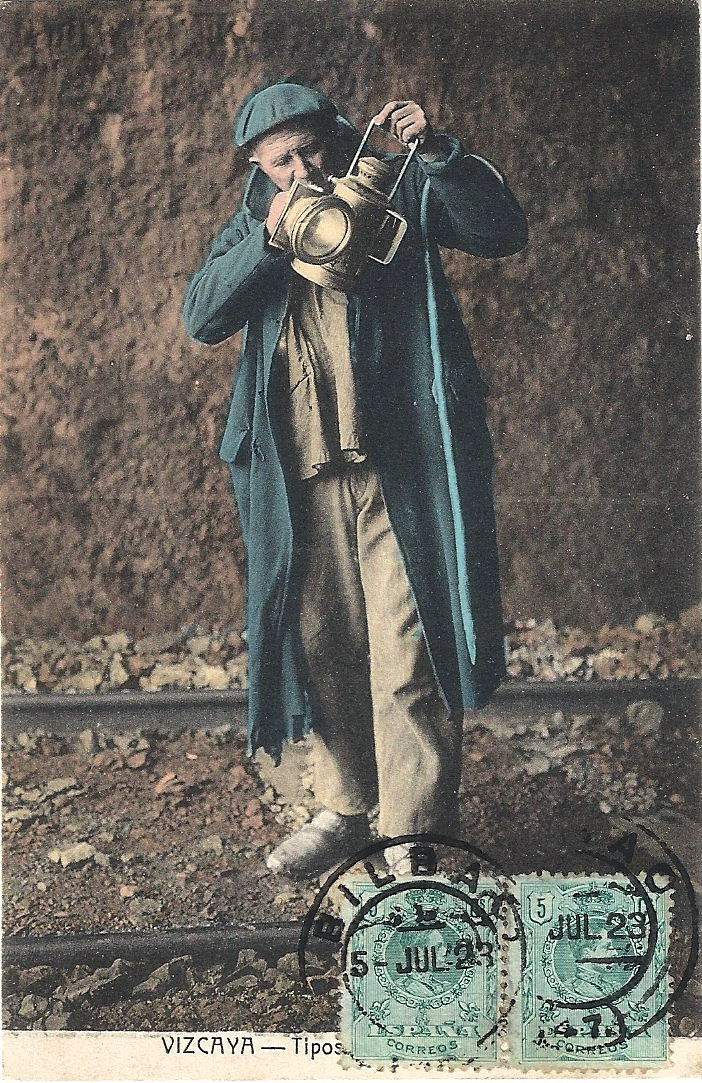
Ferroviario de Vizcaya. Tarjeta postal de 1923

Tras la derrota carlista, Sabino Arana, un vizcaíno de familia carlista acomodada, creó el Partido Nacionalista Vasco a finales del siglo XIX (de derecha, católico) que llega a ser uno de los grandes partidos de Vizcaya (junto con la derecha y la izquierda «españolistas») cuando cae la monarquía española con la proclamación de la Segunda República (1931). En 1936 se llega a la aprobación del estatuto de autonomía.
La guerra civil española, entre 1936 y 1939, dejó casi aislada a Vizcaya del gobierno de Madrid, lo que permitió al Gobierno de Euzkadi, con sede en Bilbao, una amplia autonomía. Pero la derrota de las fuerzas leales a la república (bombardeo de Guernica), trajo el régimen de Franco: represión de todo lo que era de izquierda, «rojo», o «separatista» (es decir, nacionalista vasco); declarada «provincia traidora» por el franquismo, Vizcaya perdió el resto de autonomía que le quedaba. 
Durante los años 50 y, sobre todo, 60, coincidiendo con la etapa del milagro económico español (1959-1973), se produjo la segunda gran oleada de inmigrantes provenientes del resto de España que se trasladaron al País Vasco en busca de trabajo. Su elevado número y su mezcla con los autóctonos (parte de los cuales provenían de la primera oleada de inmigración de finales del siglo XIX) produjo la actual sociedad vasca.
Muerto el franquismo, como Franco, de vejez en 1975, con una sociedad que quería ser «europea», y no «diferente» como el franquismo, llega la democracia actual: Constitución Española de 1978 y autonomía con el Estatuto de Autonomía del País Vasco de 1979, que establece a Vizcaya como «territorio histórico» con una cierta autonomía.

## Heráldica

Armas del señorío de Vizcaya desde el

El escudo tradicional del Señorío de Vizcaya muestra los lobos de la familia Haro, que recuerdan la batalla de Padura, y un roble, que se identifica como el árbol de Guernica sede de las Juntas, al que se añadió una cruz.
El escudo oficial, definido por una Norma Foral prescinde de los lobos, pero dice «No obstante lo dispuesto en la presente Norma Foral, se mantendrán los escudos existentes en aquellos edificios caracterizados por su valor histórico-artístico, así como las enseñas actualmente existentes como integrantes de la Historia del Pueblo de Vizcaya», lo que permite la coexistencia de los dos escudos, el tradicional y el oficial.
La heráldica municipal de Vizcaya incorpora en numerosas armerías el motivo del árbol y los lobos, asociadas con elementos originales así como también, alusiones religiosas, especialmente cruces de San Andrés y figuras de San Miguel Arcángel; motivos vegetales como 
las típicas panelas, las ramas de roble, encinas o acebos; animales heráldicos, en particular el león, usado en ocasiones como soporte exterior, pero también marinos como la ballena; construcciones como torres, castillos y puentes, o las armas de familias nobiliarias asociadas a la historia de cada municipio. En algunos casos también se combinan las tradicionales armas vizcaínas con las de la corona de Castilla. Las actividades económicas de la agricultura y la pesca también son evocadas, junto con la industria pesada y naval.

## Geografía

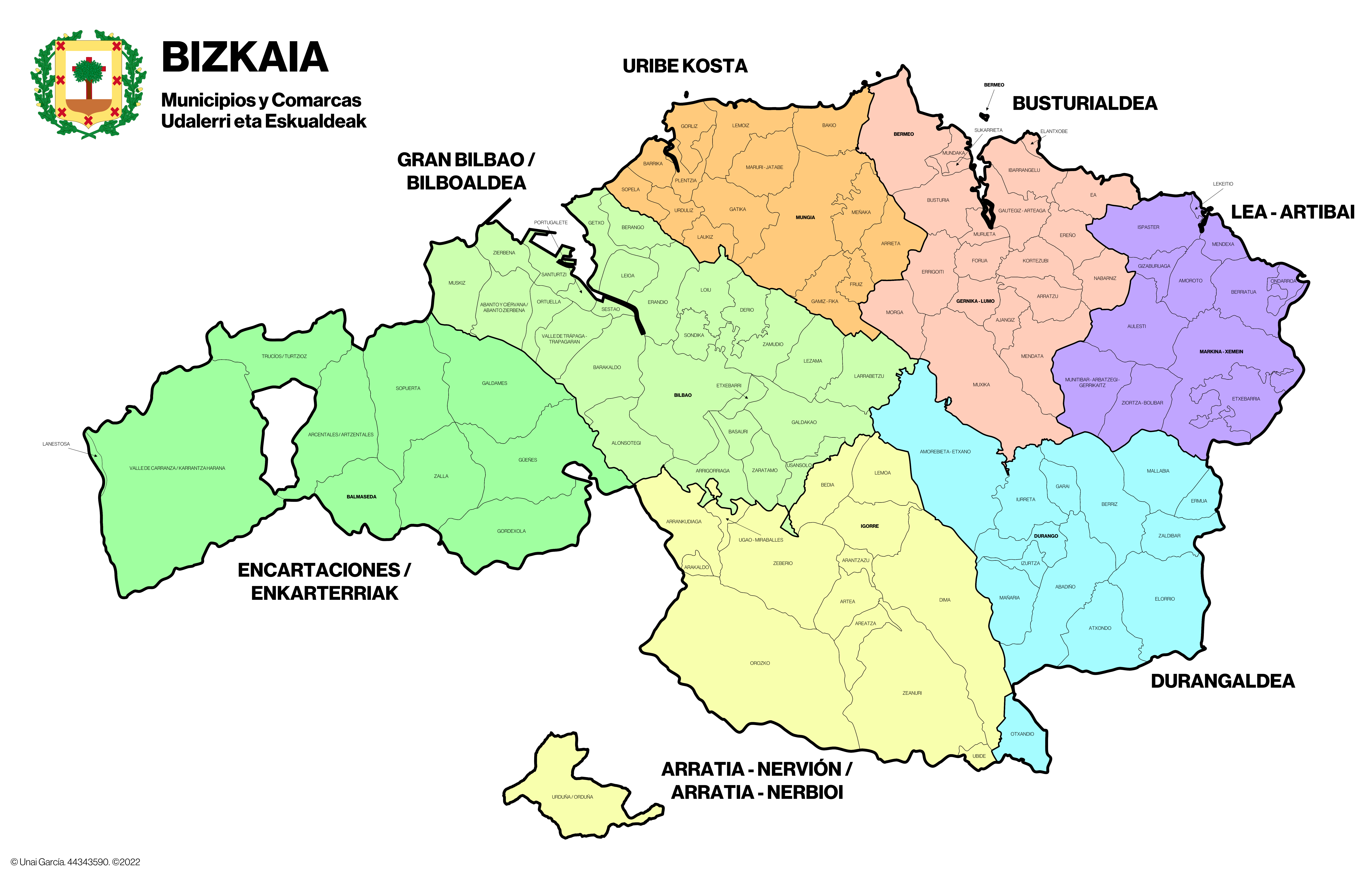
Municipios y comarcas de Vizcaya

Vizcaya está situada al norte de la península ibérica, limita al oeste con la comunidad autónoma de Cantabria, al sur con la provincia de Burgos y el territorio histórico de Álava, al este con Guipúzcoa y al norte con el mar Cantábrico (golfo de Vizcaya). Su orografía es muy accidentada al encontrarse en la zona de unión de la cordillera Cantábrica con los Pirineos. Es la quinta provincia más montañosa de España si se tiene en cuenta la pendiente media del terreno. 

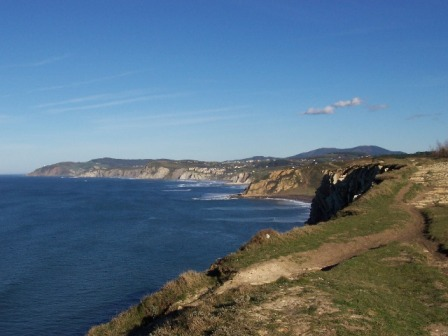
Acantilados Sopelana

La extensión de la provincia es de 2217 km². Perímetro terrestre: 167 km, marítimo: 80 km.
El clima es templado, oceánico, con mucha nubosidad a lo largo de todo el año. Precipitaciones abundantes y frecuentes, especialmente en otoño e invierno, con una media anual de 1200 mm. Las temperaturas son suaves tanto en verano como en invierno (14-15 °C de media anual).
Entre las principales vías de acceso se encontrarían la AP-8 Autovía/Autopista del Cantábrico y la AP-68 Autopista Vasco-Aragonesa.

## Demografía
Según el censo INE 2024, Vizcaya cuenta con 1 159 368 habitantes, y su densidad de población es de 522.94 hab./km²; solo superada por las provincias de Madrid y Barcelona. Quinta provincia española por población en 1981, debido a la crisis demográfica que viene sufriendo desde la Transición, es la undécima provincia española en número de habitantes. Debido a que desde principios de los años 1980 ha presentado un fuerte saldo migratorio negativo hacia otras regiones de España, contaba en el 2009 tan solo con un 5.7 % de extranjeros, al menos seis puntos menos que la media nacional.
| Puesto | Municipio         | Habitantes |
| ------ | ----------------- | ---------- |
| 1.ª    | Bilbao            | 348 089    |
| 2.ª    | Baracaldo         | 101 984    |
| 3.ª    | Guecho            | 75 981     |
| 4.ª    | Santurce          | 46 247     |
| 5.ª    | Portugalete       | 44 766     |
| 6.ª    | Basauri           | 40 388     |
| 7.ª    | Lejona            | 32 683     |
| 8.ª    | Durango           | 29 887     |
| 9.ª    | Sestao            | 27 342     |
| 10.ª   | Galdácano         | 24 774     |
| 11.ª   | Erandio           | 24 662     |
| 12.ª   | Amorebieta-Echano | 19 678     |
| 13.ª   | Munguía           | 17 997     |
| 14.ª   | Bermeo            | 17 042     |
| 15.ª   | Guernica y Luno   | 17 033     |
| 16.ª   | Ermua             | 15 627     |
| 17.ª   | Sopelana          | 14 940     |
| 18.ª   | Arrigorriaga      | 11 952     |
| 19.ª   | Echévarri         | 11 941     |
| 20.ª   | Valle de Trápaga  | 11 898     |

| Población  | 160 579 | 311 361   | 349 923   | 409 550   | 485 205   | 511 135   | 569 188   |
| Porcentaje | 1.04 %  | 1.67 %    | 1.75 %    | 1.91 %    | 2.05 %    | 1.96 %    | 2.02 %    |
|            | 1960    | 1970      | 1981      | 1991      | 2001      | 2011      | 2021      |
| Población  | 754 383 | 1 043 310 | 1 181 401 | 1 156 245 | 1 132 616 | 1 155 772 | 1 153 635 |
| Porcentaje | 2.47 %  | 3.07 %    | 3.13 %    | 2.93 %    | 2.75 %    | 2.45 %    | 2.43 %    |

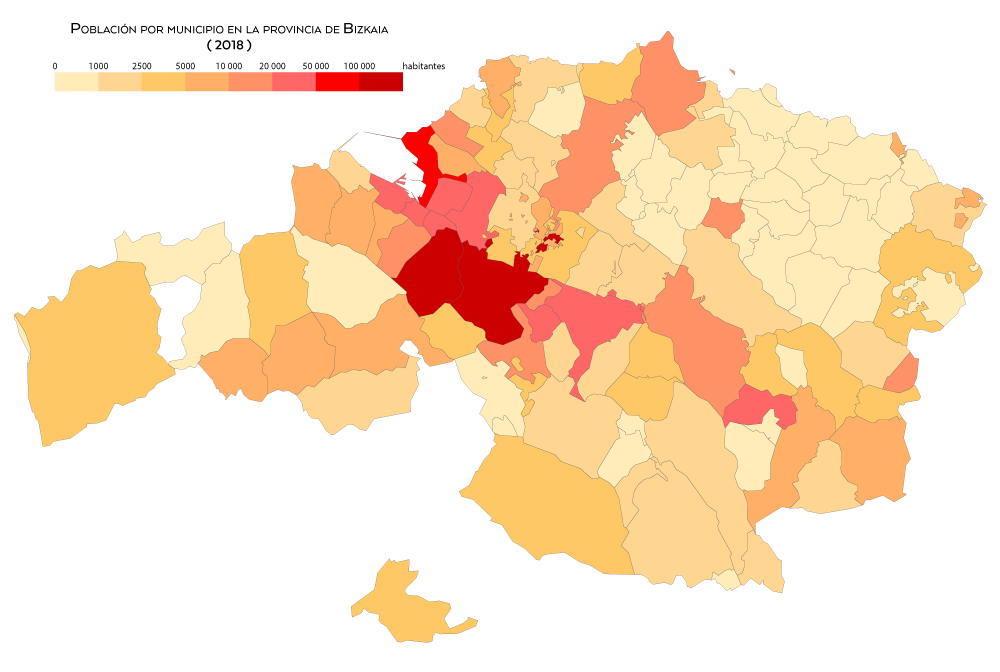
Población por municipio (2018)
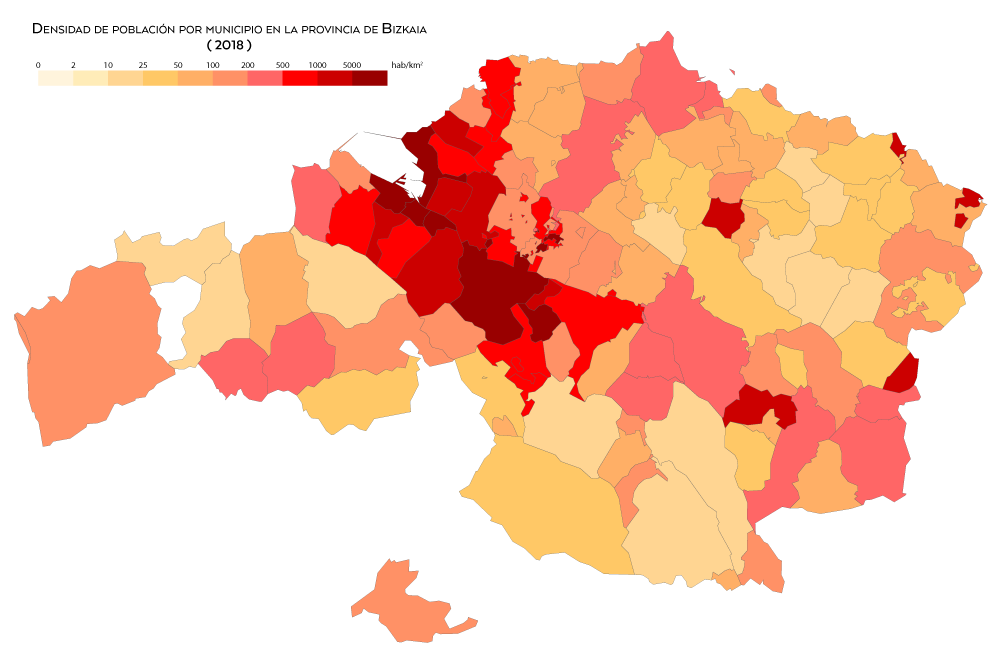
Densidad de población por municipio (2018)
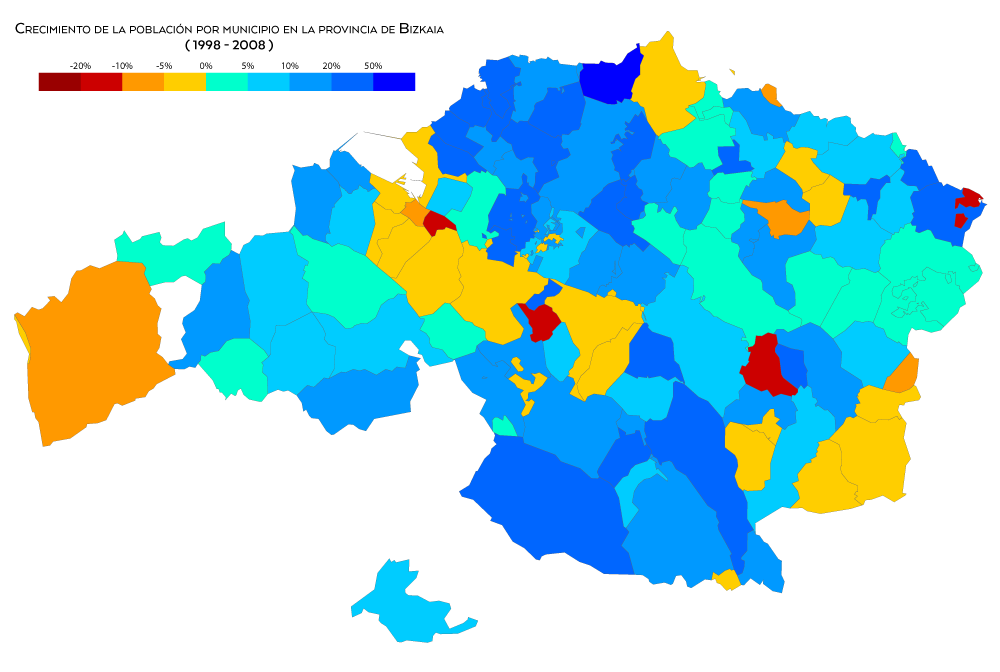
Crecimiento de la población por municipio (1998 - 2008)
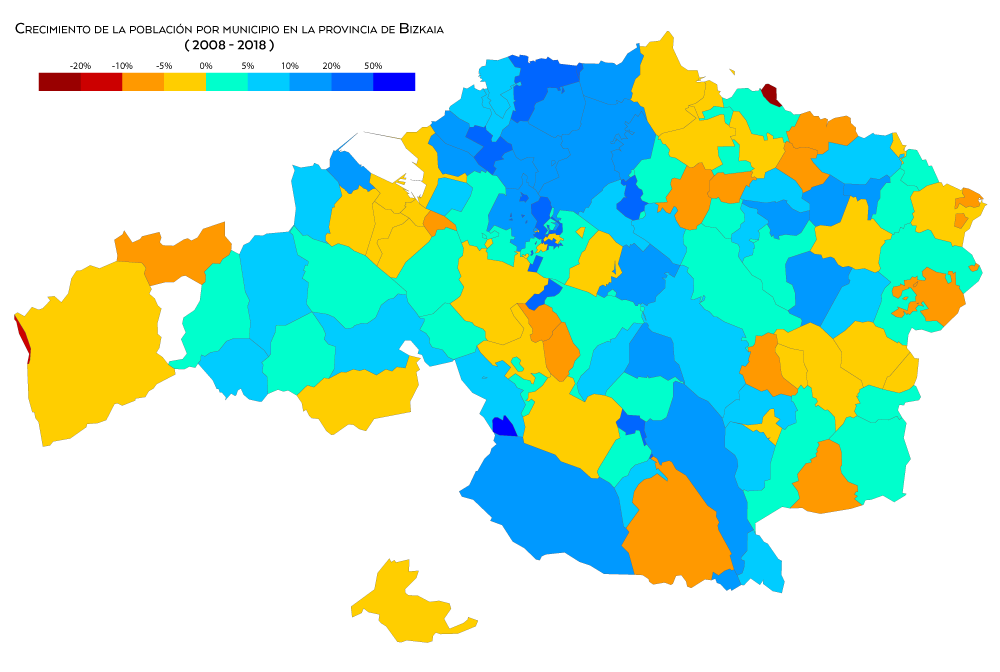
Crecimiento de la población por municipio (2008 - 2018)

Los veinte municipios más poblados de Vizcaya son los indicados en la tabla. Datos obtenidos del Instituto Nacional de Estadística en 2023. Nota: la denominación oficial de los municipios no es la actualmente oficial según el Instituto Nacional de Estadística. Vizcaya ocupa la situación 32.ª del conjunto estatal en que existe un mayor porcentaje de habitantes concentrados en su capital (30.01 %, frente a 31.96 % del total).

## Administración y política
Las instituciones y órganos forales de Vizcaya, como territorio histórico del País Vasco, son las Juntas Generales de Vizcaya y la Diputación Foral de Vizcaya.

### Juntas Generales

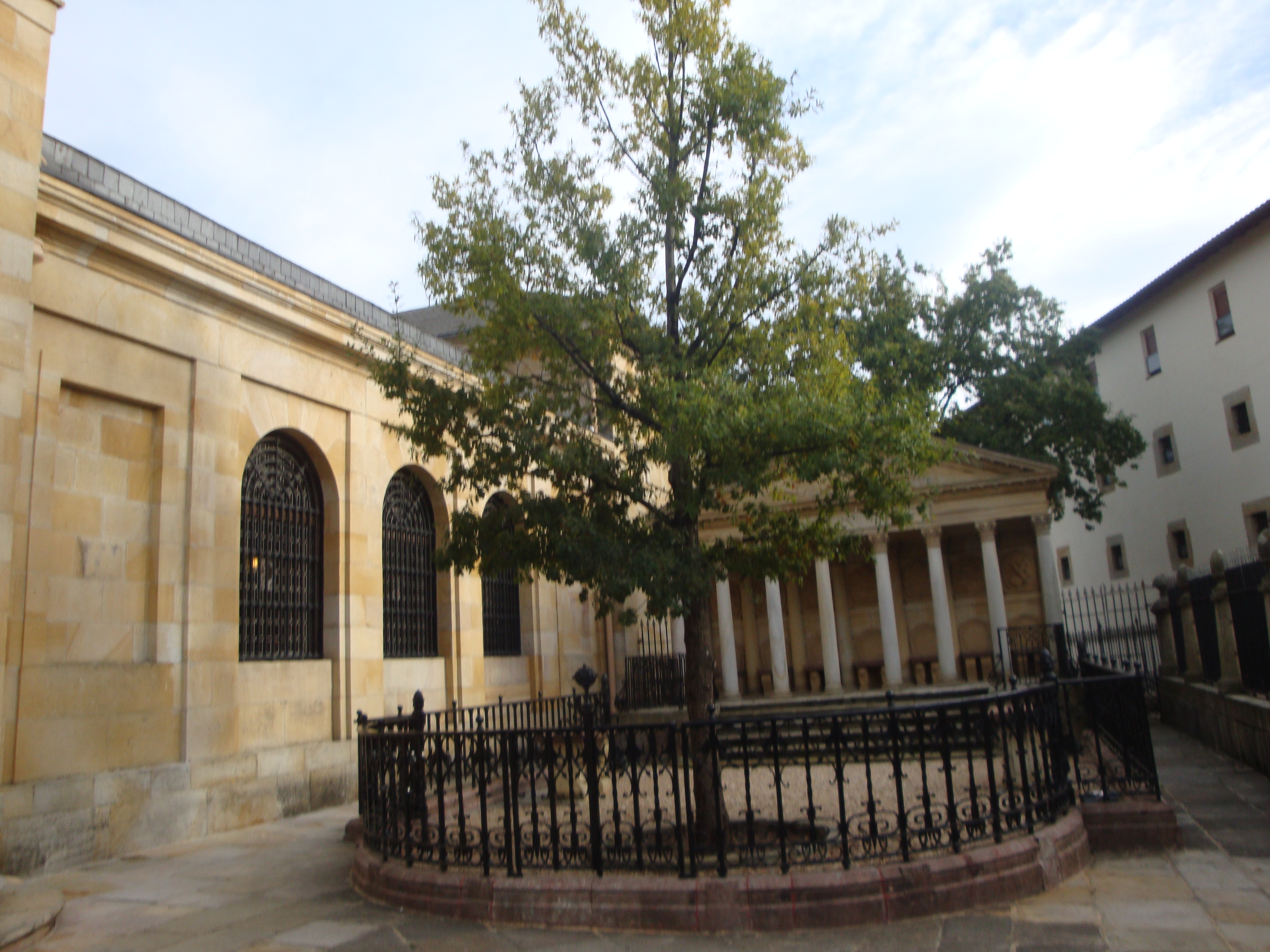
Árbol de Guernica y Casa de Juntas

Las Juntas Generales de Vizcaya son la asamblea unicameral que ejerce la potestad normativa del territorio histórico de Vizcaya. Sus miembros, denominados «apoderados», son elegidos mediante sufragio popular directo. Las elecciones tienen lugar cada cuatro años, coincidiendo con las elecciones municipales, en cuatro circunscripciones. Las Juntas Generales de Vizcaya tienen su salón de plenos en la Casa de Juntas de Guernica, y oficinas en Bilbao. La composición de las Juntas tras las elecciones de 2015 es la siguiente:
| Elecciones a las Juntas Generales 2023 |                                                      |            |
| Partido político                       | Partido político                                     | Apoderados |
|                                        | Euzko Alderdi Jeltzalea - Partido Nacionalista Vasco | 23         |
|                                        | EH Bildu                                             | 15         |
|                                        | Partido Socialista de Euskadi-Euskadiko Ezkerra      | 8          |
|                                        | Partido Popular del País Vasco                       | 3          |
|                                        | Podemos                                              | 2          |

### Diputación Foral de Vizcaya

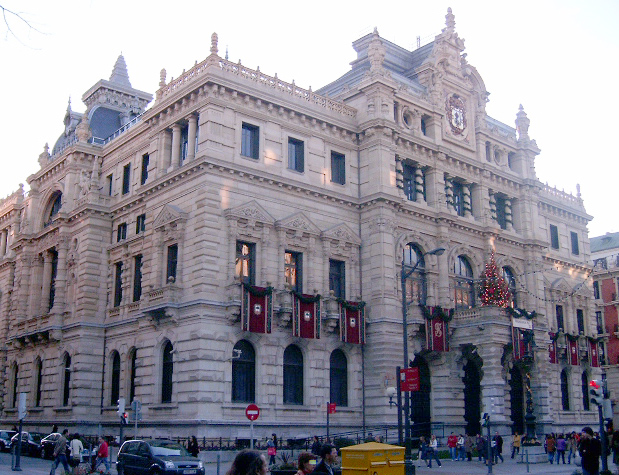
Palacio de la Diputación, en Bilbao

La Diputación Foral ejerce la función ejecutiva y la potestad reglamentaria dentro del ámbito de competencias de Vizcaya.
La Diputación Foral de Vizcaya está formada por un diputado general, actualmente Elixabete Etxanobe (PNV), elegido por las Juntas Generales, y por los demás diputados (no necesariamente miembros de las Juntas Generales) que designe el diputado general, hasta un máximo de diez.

### Control de legalidad
Las normas emanadas de las Juntas Generales se denominan normas forales y son producto del poder legislativo con el que las Juntas Generales están investidas. Por su parte, la Diputación Foral puede emitir decretos forales, de similar categoría a los reales decretos del gobierno central. Tanto las normas forales como los decretos forales tienen rango reglamentario y están sometidas, por tanto, a control de legalidad por parte de los tribunales ordinarios, a excepción de las normas forales fiscales, que, por decisión del Tribunal Constitucional, tienen rango de ley y solo pueden ser controladas en consecuencia por este mismo tribunal.

## Cultura

### Gastronomía
La gastronomía vasca goza de merecida reputación, no solo por el prestigio que en tiempos recientes han alcanzado cocineros como Juan Mari Arzak, sino sobre todo por la variedad y arraigo de un extensísimo recetario popular. Por lo que respecta a la cocina vizcaína, íntimamente emparentada con su vecina guipuzcoana, destacan platos tan conocidos como el bacalao al pil-pil o a la vizcaína, el marmitako, el pisto a la bilbaína, los chipirones en su tinta o la merluza a la ondarresa. Buena muestra de la importancia de la gastronomía en la sociedad vizcaína y vasca es la abundancia de sociedades gastronómicas (conocidas como txokos en Vizcaya).

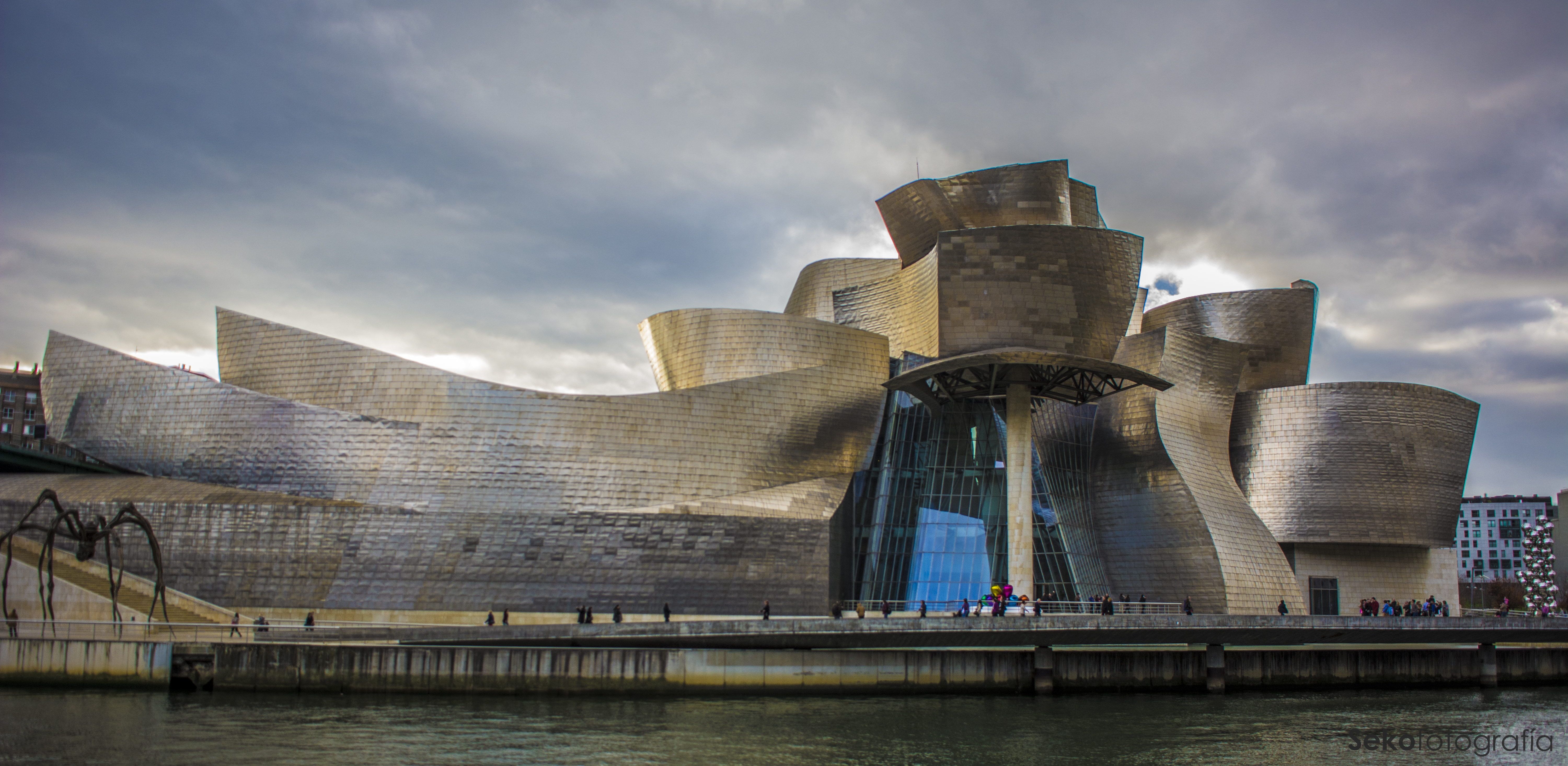
Museo Guggenheim Bilbao

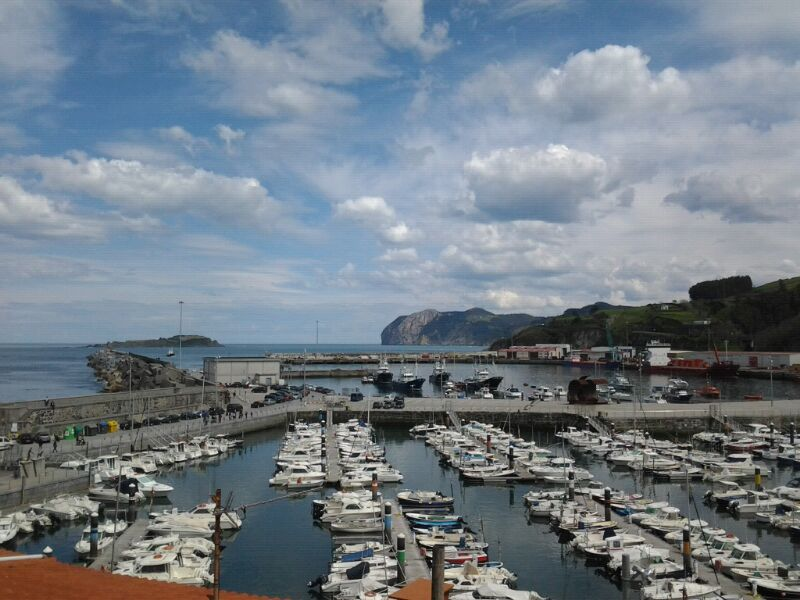
Puerto deportivo de Bermeo

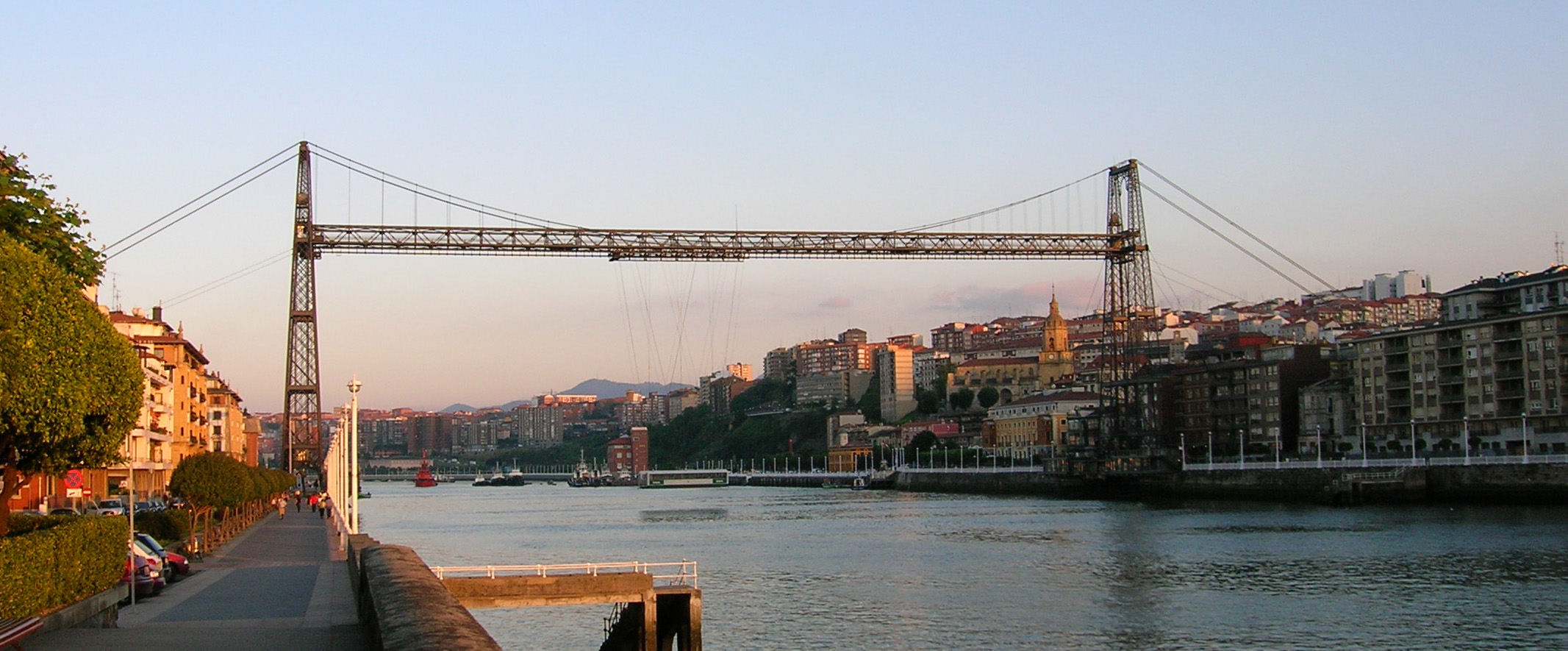
Puente de Vizcaya sobre la ría de Bilbao

### Monumentos y lugares de interés
- Santurce
- Casa de Juntas de Guernica y árbol de Guernica
- Las Encartaciones y Museo de las Encartaciones
- Cueva de Pozalagua
- Puente de Vizcaya
- Cueva de Santimamiñe y bosque de Oma
- Palacio Euskalduna
- Gaztelugatxe e isla de Aquech
- Puerto de Bermeo y Puerta de San Juan
- Torre Ercilla, Iglesia de Santa Eufemia y convento e iglesia de San Francisco
- Iglesia de Santa María de Axpe
- Reserva de la Biosfera de Urdaibai y playa de Mundaca
- Parque natural de Urkiola
- Basílica de la Asunción de Nuestra Señora de Lequeitio
- Basílica de Nuestra Señora de Begoña
- Campus de Lejona de la Universidad del País Vasco
- Museo de coches antiguos y clásicos de Torre Loizaga
- Aeropuerto de Bilbao
- Ermita de San Pedro (Abrisketa)
- Museo ornitológico Urdaibai Bird Center[45]